# Esendere, Yüksekova
Esendere là một thị trấn thuộc huyện Yüksekova, tỉnh Hakkâri, Thổ Nhĩ Kỳ. Dân số thời điểm năm 2011 là 3.116 người.